# آنیزی-لو-گغند
آنیزی-لو-گغند (به فرانسوی: Anizy-le-Grand) یک کمون در فرانسه است که در ان (ا-دو-فرانس) واقع شده‌است. آنیزی-لو-گغند ۲۰٫۵۷ کیلومتر مربع مساحت دارد ۷۰ متر بالاتر از سطح دریا واقع شده‌است.